# The Wasted Years (film 1916)
The Wasted Years è un film muto del 1916 diretto da Robert B. Broadwell.

## Produzione
Il film fu prodotto dalla David Horsley Productions e dalla Centaur Film Company.

## Distribuzione
Distribuito dalla Mutual Film (come Mutual Masterpieces De Luxe Edition) il film uscì nelle sale cinematografiche USA il 19 giugno 1916.